# Lebinthos
Lebinthos (Grieks: Λέβινθος) is de antieke naam voor een klein, in principe onbewoond Grieks eiland van de Zuidelijke Sporaden. Tegenwoordig heet het eilandje in het Nieuwgrieks Levitha / Λέβιθα), en maakt het administratief deel uit van de gemeente Leros.

## Geografie
Lebinthos vormt samen met een zestal andere kleine eilanden en enkele rotseilandjes deel uit van een kleine archipel, die zich bevindt tussen Leros en Kalymnos in het Oosten, Amorgos in het Westen, Patmos in het Noorden en Astypalaea in het Zuiden. Naast Lebinthos bestaat deze archipel ook uit de eilanden Mavra, Glaros, Kinaros en Plaka.
Het eiland is nauwelijks 7,5 km lang en maximaal 3 km breed. De hoogste top ligt op 141 m boven de zeespiegel. De kustlijn is erg ingesneden, en aan de zuidzijde bevinden zich twee baaien die als natuurlijke ankerplaatsen beschutting bieden tegen de noordenwind. De typische vegetatie van maquis en garrigue, in het Grieks phrygana genoemd, bepaalt het landschap.

## Geschiedenis
De naam Lebinthos, waaronder het in de Klassieke oudheid bekendstond, is van prehelleense oorsprong (zoals andere Griekse toponiemen met het infix –nth- / -νθ-, zoals Korinthos, Perinthos, Zakynthos, enz. …)
Sporen van oude gebouwen op Lebinthos lijken te wijzen op de vroege ontwikkeling van een vissersdorp. In de Romeinse periode diende het eiland als ballingsoord, wegens zijn afgezonderde ligging, maar daarbuiten heeft het in de geschiedenis geen enkele rol gespeeld.
Zijn bekendheid heeft het vooral te danken aan de dichter Ovidius, die het tweemaal vermeldt in zijn werken (Ars Amatoria II, 81 en Metamorphoses VIII, 222), in verband met de sage van Daedalus en zijn zoon Icarus: tijdens hun vlucht uit Kreta overvliegen vader en zoon een reeks eilanden, waaronder ook Lebinthos wordt vernoemd ("dextra Lebinthos erat"… - "Lebinthos lag rechts (van hen)". Men mag aannemen dat Ovidius, als "doctus poeta", de zeldzame en "exotisch" klinkende naam van het eiland heeft aangetroffen in een of andere Romeinse bibliotheek, in een lexicon of op een geografische kaart van de Egeïsche eilanden. 
Overigens wordt Lebinthos ook nog vermeld bij Strabo (Geographika X.5.12).

## Levitha vandaag
Het eiland maakt tegenwoordig deel uit van een beschermd natuurgebied en wordt permanent bewoond door het gezin van dhr. Dimitris Kambosos, die probeert zo veel mogelijk in harmonie met de natuur te leven en daarbij de traditionele landbouwmethoden en levenswijze te combineren met het aanwenden van vernieuwbare energie. De inkomsten van een taverna en het verhuur van een paar gastenkamers moet het gezinsinkomen enigszins verhogen.
| Aantal inwoners op Levitha | Aantal inwoners op Levitha | Aantal inwoners op Levitha | Aantal inwoners op Levitha | Aantal inwoners op Levitha | Aantal inwoners op Levitha | Aantal inwoners op Levitha | Aantal inwoners op Levitha |
| -------------------------- | -------------------------- | -------------------------- | -------------------------- | -------------------------- | -------------------------- | -------------------------- | -------------------------- |
| jaar                       | 1947                       | 1951                       | 1961                       | 1971                       | 1981                       | 1991                       | 2001                       |
| inwoners                   | 12                         | 8                          | 7                          | -                          | 4                          | -                          | 8                          |